# Concilio di Siena
Nella storia della Chiesa cattolica, il Concilio di Pavia-Siena (1423–1424) ha segnato una tappa piuttosto inconcludente del movimento conciliarista, che tentava di riformare la Chiesa. Se fosse continuato, sarebbe stato classificato come concilio ecumenico. Il Concilio di Pavia-Siena non è più elencato tra i concilî ecumenici ufficiali, poiché il conciliarismo ivi espresso fu successivamente bollato come eresia.
Secondo i termini del Concilio di Costanza, che richiamavano alla convocazione di concilî ecumenici periodici per discutere le politiche della Chiesa, Papa Martino V convocò un concilio a Pavia, inaugurato il 23 aprile 1423. Poiché la peste era scoppiata nella stessa città, il concilio fu aggiornato in fretta a Siena.
A Siena, il procedimento del Consiglio fu quello stabilito a Costanza.  Fin dall'inizio, alcune formalità dei salvacondotti, emessi dalla città per i membri del Consiglio, furono causa di attrito giurisdizionale con le prerogative papali. Ciononostante, l'8 novembre furono pubblicati quattro decreti, tutti diretti a bersagli facili: contro i seguaci dei riformatori eretici, come Jan Hus, bruciati sul rogo poco tempo prima al Concilio di Costanza, salvacondotto o meno, e contro i seguaci inglesi di John Wyclif, che affermavano che la Bibbia fosse l'autorità più elevata; contro i seguaci dell'antipapa Benedetto XIII; un decreto che posponeva i negoziati con i Greci e altre chiese ortodosse orientali (che furono successivamente elaborati in compromessi accettabili nelle lunghe sessioni del Concilio di Firenze, dal 1438 al 1445); e un decreto che consigliava una maggiore vigilanza nei confronti dell'eresia, il bersaglio più facile di tutti.
Le proposte per un'autentica riforma istituzionale all'interno della Chiesa cattolica si interruppero minacciosamente. Le proposte francesi per un maggiore controllo locale (proposte "gallicane", generalmente parlando) produssero la resistenza da parte dei lealisti della curia papale.  A Siena, niente fu realizzato in quel senso.
Il 19 febbraio 1424, viene scelta Basilea come sede del concilio successivo e il Consiglio si dissolse il giorno seguente (decreto pubblicato il 7 marzo).  I membri francesi avrebbero preferito proseguire fino a quando non fosse stata eseguita una profonda riforma della Chiesa,"in capite et in membris" ("nella sua testa e nei suoi membri"); se ne andarono per evitare un nuovo scisma, o per paura del papa (poiché Siena, nel sud della Toscana, era vicina allo Stato Pontificio). Significativa fu la selezione della sede del successivo concilio, lungi dall'autorità temporale armata del Papato.
I magistrati di Siena si assicurarono di non permettere a nessuno di partire, fino a che non avessero pagato i propri debiti.

## Fonti
- (EN)  Catholic Encyclopedia: alla voce "Siena"

| Controllo di autorità | VIAF (EN) 141677216 · LCCN (EN) no2002013383 · GND (DE) 10045511-6 |